# Percy Hodge
Percy Hodge (ur. 26 grudnia 1890 na Guernsey, zm. 27 grudnia 1967 w Bexhill-on-Sea) – brytyjski lekkoatleta, długodystansowiec, złoty medalista olimpijski z Antwerpii.
Jako młody człowiek opuścił Wyspy Normandzkie. Pracował potem w Weymouth, Bournemouth, a w końcu zamieszkał w Bexhill-on-Sea. Sukcesy lekkoatletyczne osiągnął w stosunkowo późnym wieku. Pierwsze mistrzostwo AAA w biegu na 2 mile z przeszkodami zdobył w 1919, mając prawie 29 lat. Potem powtórzył ten sukces jeszcze 3-krotnie w latach: 1920, 1921 i 1923. W 1920 zgubił pantofel na drugim okrążeniu i stracił do prowadzących ok. 100 jardów, ale zdołał wygrać w tym biegu z przewagą 75 jardów.
Na igrzyskach olimpijskich w 1920 w Antwerpii startował w rozgrywanym po raz pierwszy na igrzyskach olimpijskich biegu na 3000 metrów z przeszkodami. Wygrał zdecydowanie zarówno przedbieg, jak i finał. Wystąpił również w biegu eliminacyjnym na 3000 metrów drużynowo. Zespół brytyjski awansował do finału, w którym (bez udziału Hodge’a) zdobył srebrny medal.
Rekordy życiowe:
- 440 y – 50,2 s. (1917)
- 800 m – 1.58,5 s. (1921)
- 1 mila – 4.32,6 s. (1916)
- 3000 m z przeszk. – 10.00,4 s. (1920)
- 2 mile z przeszk. – 10.57,2 s. (1921)